# 萩原哲晶
萩原 哲晶（はぎわら ひろあき、本名：南沢 哲晶、1925年（大正14年）5月26日 - 1984年（昭和59年）1月13日）は、日本の作曲家。

## 経歴
北海道岩見沢市で病院長の家庭に生まれる。弟の萩原秀樹はジャズピアニスト。旧制北海中学を経て、1942年（昭和17年）、東京音楽学校（現・東京藝術大学音楽学部）器楽科に入学（クラリネット専攻）。同級に岩井直溥や早川博二がいた。戦時中は團伊玖磨、芥川也寸志、斎藤高順、梶原完たちと陸軍戸山学校軍楽隊に入隊。素人の養成機関の軍楽隊に音楽学校の生徒が入る背景には、乗杉嘉壽から山口常光（戸山軍楽隊）、山口から阿南惟幾へ話の持ち込みがあり、全く便宜を計る必要がない音楽学校の生徒である彼等は特例中の特例で、いわゆる徴兵から逃げた。彼等なりに苦労もあったが、宮沢昭は年上の彼等が上流階級ゆえに贅沢をしていたことを証言している。1945年（昭和20年）に東京音楽学校を卒業。1948年（昭和23年）、第2次「南里文雄とホットペッパーズ」でハナ肇と知り合う。1949年（昭和24年）、「萩原哲晶とデューク・オクテット」を結成。1952年（昭和27年）、「萩原哲晶とデューク・セプテット」での活動を経て、1955年（昭和30年）4月1日、ハナ肇、犬塚弘らとともに、クレージーキャッツの前身である「ハナ肇とキューバン・キャッツ」の結成に参加するも、作曲に専念するため後に脱退。
「スーダラ節」などクレージーキャッツのほとんどの曲で作曲・編曲を手がけた。クレージーキャッツの映画化作品の音楽も多数担当したほか、前田武彦作詞の『エイトマン』主題歌や、『おくさまは18歳』などのコメディ色の強いテレビドラマで音楽を担当した。マーチ調の明るい曲を得意とし、特にイントロや間奏で全世界を照らすかのごとく輝きわたる金管は彼の真骨頂である。
クレージーキャッツのための作品では、青島幸男による毒の強すぎる原詩に対し、毒を抜きながらユーモアの要素を強めた詞の改変を提案してもおり、青島自身によれば「無責任一代男」の青島原詩のオチが単に「馬鹿」であったのを、ユーモラスな揶揄の「ごくろうさん！」に、「ドント節」の原詩の「クビには」を「パアには」変えたのは、いずれも萩原の提言によるという。
名前の「萩」を「荻」、「晶」を「昌」と誤表記される事が多く、「スーダラ節」の初発盤レコード（東芝音楽工業、JP-1300）ではこの誤った名前でクレジットされている。その他、音楽を担当した映画のクレジットやクレージーキャッツ関連書籍のいくつかにもこの誤りが見受けられる。一方で「てっしょう」と誤読されることも多く、これも通称として認めていた。仲間うちでの愛称は「デクさん」。このニックネームは、巨根の持ち主であったことに由来するという。
1984年1月13日、中咽頭腫瘍のため58歳で逝去。
没後、大瀧詠一が1986年にクレージーキャッツの「実年行進曲」を作曲・編曲した際に、萩原の編曲手法に着想を得た事から萩原を「原編曲」としてクレジットしている。ちなみに大瀧は萩原サウンド愛好家で、クレージーキャッツファンであった。

## 逸話
- 函館港の待合室で、萩原は新聞を読んでいた。やがて異臭を感じた植木等がよく見ると、萩原のコートがストーブに触れており、そこから微かに煙が上がっていた。「デクさん、もうちょっと離れた方がいいですよ」と植木から注意されても萩原は生返事をするだけで動かず、新聞を読み続けていた。やがてコートが燃え始めたので、植木は「コートが燃えてますよ」と言ったが、萩原は「知ってます」と答え、なおも新聞を読み続けた[10]。

- 生涯に7回結婚している。「七回結婚したなんて、やっぱり凡人に分からない魅力があったんだろうね」と植木は語っている[11]。

- クレイジーキャッツの面々は、萩原に「えー、みなさん、新しい譜面が出来上がりましたから、明日3時に来てください。練習しますから」と呼びかけられ、翌日3時に全員が集まった。しかし稽古の直前に萩原が「あっすみません。譜面を家に忘れてきました」と言い出したため、練習は中止になってしまった。そのような出来事が1度や2度ではなかったという[12]。

- 萩原の芸大器楽科時代の同級生にトランペット奏者の早川博二がいる。あるとき、仕事前に野球の試合をして埃まみれになった萩原が銭湯で頭を洗っていると、早川から「お湯かけてあげましょうか」と言われ「あー申し訳ありませんねー」と応じたが、早川が萩原の頭にかけたのは小便であった。しかし萩原は自分が放尿されていることに気付かなかったという[12]。

## 代表曲（作・編曲）
- スーダラ節（作詞：青島幸男 1961年）
- ドント節（作詞：青島幸男 1962年）
- 五万節（作詞：青島幸男 1962年）
- 無責任一代男（作詞：青島幸男 1962年）
- ハイそれまでよ（作詞：青島幸男 1962年）
- ショボクレ人生（作詞：青島幸男 1962年）
- いろいろ節（作詞：青島幸男 1963年）
- ホンダラ行進曲（作詞：青島幸男 1963年）
- 愛してタムレ（作詞：ヒライワ・タカシ 1963年）
- 馬鹿は死んでも直らない（作詞：塚田茂 1963年）
- 九ちゃんのツンツン節（作詞：坂本九 1963年）
- エイトマン（作詞：前田武彦 1963年）
- だまって俺について来い（作詞：青島幸男 1964年）
- 無責任数え歌（作詞：青島幸男 1964年）
- ゴマスリ行進曲（作詞：青島幸男 1965年）
- 遺憾に存じます（作詞：青島幸男 1965年）
- いい湯だな（作詞：永六輔　作曲：いずみたく  1966年）
- 笑ってよいしょ（作詞：野末陳平 1968年）
- ズッコケちゃん（作詞：なかにし礼 1969年）
- いい湯だな（ビバノン・ロック）（作詞：永六輔　作曲：いずみたく  1969年）
- この際カアちゃんと別れよう（作詞：青島幸男、上野玲児 1971年）
- ゆけ！ゆけ！ゴジラ（作詞：関沢新一 1971年）[2]
- これで日本も安心だ〔作詞：青島幸男 編曲：（この曲のみ）宮川泰 1979年〕
- イエロー・サブマリン音頭〔訳詞：松本隆 作曲：ジョン・レノン、ポール・マッカートニー  1982年〕

## 参加作品

### 映画
- スーダラ節 わかっちゃいるけどやめられねぇ（1962年）
- サラリーマンどんと節　気楽な稼業と来たもんだ（1962年）
- クレージー作戦 先手必勝（1963年）
- クレージー作戦 くたばれ!無責任（1963年）
- 日本一の色男（1963年）
- 日本一のホラ吹き男（1964年）
- 大冒険（1965年）
- 日本一のゴマすり男（1965年）
- クレージーだよ奇想天外（1966年）
- クレージーの無責任清水港（1966年）
- クレージー大作戦（1966年）
- クレージー黄金作戦（1967年）
- クレージーの大爆発（1969年）
- クレージーの殴り込み清水港（1970年）
- だまされて貰います（1971年）
- 日本一のショック男（1971年）

### テレビ
- エイトマン（1963年 TBS）
- かみなり坊やピッカリ・ビー（1967年 毎日放送）
- ファイトだ!!ピュー太（1968年 毎日放送）
- あひるヶ丘77（1968年 フジテレビ）
- おくさまは18歳（1970年 TBS）
- 美人はいかが?（1971年 TBS）
- アイちゃんが行く!（1972年 フジテレビ）
- 風の中のあいつ（1973年 TBS）[注釈 3]
- ニセモノご両親（1974年 TBS）
- 刑事犬カール（1977年 TBS）
- コメットさん（大場久美子版）（1978年 TBS）
- 秘密のデカちゃん（1981年 TBS）